# Brachinus geniculatus
Brachinus geniculatus är en skalbaggsart som beskrevs av Pierre François Marie Auguste Dejean. Brachinus geniculatus ingår i släktet Brachinus och familjen jordlöpare. Inga underarter finns listade i Catalogue of Life.